# Strohkirchen
Strohkirchen ist eine Gemeinde im Landkreis Ludwigslust-Parchim in Mecklenburg-Vorpommern (Deutschland). Sie wird vom Amt Hagenow-Land mit Sitz in der nicht amtsangehörigen Stadt Hagenow verwaltet.

## Geografie und Verkehr
Strohkirchen liegt etwa 20 Kilometer südlich der Landeshauptstadt Schwerin und sieben Kilometer östlich von Hagenow am Nordrand der Griesen Gegend. Durch das Gemeindegebiet fließen der Neue Kanal, der in den Strohkirchener Bach übergeht, sowie weitere kleine Fließgewässer. Der Ort besitzt einen Haltepunkt für Nahverkehrszüge an der Bahnstrecke Berlin–Hamburg. Der personenbediente Fahrkartenverkauf wurde zum 1. Juni 1995 eingestellt und zunächst wurden Fahrkarten im Zug weiterverkauft.
Umgeben wird Strohkirchen von den Nachbargemeinden Moraas im Norden, Rastow im Nordosten (Berührungspunkt), Picher im Osten und Süden, Bresegard bei Picher im Südwesten sowie Kuhstorf im Westen.

## Geschichte
Von der Siedlungsform her ist Strohkirchen ein Straßendorf. Bauern, Büdner und Häusler erbauten ihre Häuser entlang verschiedener Wege. Ein räuberischer Müller namens Strohkark soll dem Ort seinen Namen gegeben haben. Einst wurde das Bauerndorf, welches von je her von der Landwirtschaft geprägt war, von den Domanialämtern Neustadt und Hagenow verwaltet. In der DDR gehörte Strohkirchen zum Kreis Hagenow.

## Politik

### Gemeindevertretung und Bürgermeister
Der Gemeinderat besteht (inkl. Bürgermeisterin) aus 6 Mitgliedern. Die Wahl zum Gemeinderat am 26. Mai 2019 hatte folgende Ergebnisse:
| Partei/Bewerber                              | Prozent | Sitze |
| -------------------------------------------- | ------- | ----- |
| Wählergemeinschaft FSV Strohkirchen          | 70,72   | 4     |
| Wählergemeinschaft Kulturverein Strohkirchen | 29,28   | 2     |

Bürgermeisterin der Gemeinde ist Monique Flöter, sie wurde mit 54,33 % der Stimmen gewählt.

### Wappen
| Wappen von Strohkirchen | Blasonierung: „Geteilt durch einen erniedrigten goldenen Wellenfaden; oben in Rot eine goldene Giebelfront eines niedersächsischen Bauernhauses mit schwarzem Fachwerk und schwarzen Giebelbrettern mit abgewendeten Pferdeköpfen; unten in Grün ein unterhalbes, achtspeichiges, achtschaufeliges goldenes Mühlrad.“ |
| Wappen von Strohkirchen | Wappenbegründung: Im Wappen symbolisieren der Wellenfaden die Jasnitz und der Giebel die das Dorfbild prägenden niedersächsischen Bauernhäuser. Mit dem Mühlrad soll zum einen die an der Jasnitz gelegene Wassermühle versinnbildlicht, zum anderen auf die Sage von der Entstehung des Ortes verwiesen werden. Der Sage nach sollen die ersten fünf Ansiedler ihre Häuser so dicht aneinander gebaut haben, um sich vor dem in der Gegend sein Unwesen treibenden Müller Strohkark wirksam zu schützen. Dieser betrieb sozusagen als Verschleierung für sein eigentliches Tun – Raub und Wegelagerei – an der Jasnitz eine Wassermühle. Als seinem jahrelangen verbrecherischen Treiben durch seine Gefangennahme ein Ende bereitet werden sollte, hatte er zuvor die Flucht ergriffen. Später errichteten die Bewohner der in der Nähe liegenden Häuser unterhalb der verfallenen Mühle eine neue Mühle. Der Name des Müllers jedoch ging auf die kleine Siedlung über. Das Wappen und die Flagge wurde vom Schweriner Heraldiker Karl-Heinz Steinbruch gestaltet, am 23. September 1999 durch das Ministerium des Innern genehmigt und unter der Nr. 194 der Wappenrolle des Landes Mecklenburg-Vorpommern registriert. |

### Flagge

Flagge der Gemeinde Strohkirchen

Die Flagge wurde am 18. April 2007 durch das Ministerium des Innern genehmigt.
Die Flagge ist quer zur Längsachse des Flaggentuchs von Grün, Gelb und Grün gestreift. Die grünen Streifen nehmen je sieben Dreißigstel, der gelbe Streifen nimmt sechzehn Dreißigstel der Länge des Flaggentuchs ein. In der Mitte des gelben Streifens liegt das Gemeindewappen, das zwei Drittel der Höhe des Flaggentuchs einnimmt. Die Höhe des Flaggentuchs verhält sich zur Länge wie 3:5.

### Dienstsiegel
Das Dienstsiegel zeigt das Gemeindewappen mit der Umschrift „GEMEINDE STROHKIRCHEN • LANDKREIS LUDWIGSLUST-PARCHIM“.

## Sehenswürdigkeiten
- Büdnerei aus Raseneisenstein, Waldweg 6

→ Siehe auch Liste der Baudenkmale in Strohkirchen

## Persönlichkeiten
- Herbert Gerisch (1922–2016), Bauunternehmer